# Landsberied
Landsberied – miejscowość i gmina w Niemczech, w kraju związkowym Bawaria, w rejencji Górna Bawaria, w regionie Monachium, w powiecie Fürstenfeldbruck, wchodzi w skład wspólnoty administracyjnej Mammendorf. Leży około 6 km na południowy zachód od Fürstenfeldbruck.

## Demografia
| Rok  | Liczba mieszk. |
| ---- | -------------- |
| 1970 | 593            |
| 1987 | 849            |
| 2000 | 1 203          |
| 2006 | 1 430          |

### Struktura wiekowa
Dane o ludności z 31 grudnia 2008:
| Opis                                | Ogółem | Ogółem | Kobiety | Kobiety | Mężczyźni | Mężczyźni |
| ----------------------------------- | ------ | ------ | ------- | ------- | --------- | --------- |
| Jednostka                           | osób   | %      | osób    | %       | osób      | %         |
| Populacja                           | 1442   | 100    | 713     | 49,45   | 729       | 50,55     |
| Wiek przedprodukcyjny (0–17 lat)    | 323    | 22,4   | 155     | 10,75   | 168       | 11,65     |
| Wiek produkcyjny (18–65 lat)        | 914    | 63,38  | 456     | 31,62   | 458       | 31,76     |
| Wiek poprodukcyjny (powyżej 65 lat) | 205    | 14,22  | 102     | 7,07    | 103       | 7,14      |

## Polityka
Wójtem gminy jest Korbinian Hillmeier z CSU/WDG, rada gminy składa się z 12 osób.
|      | CSU/WDG | FWE | Zieloni/BL | Razem |
| 2008 | 5       | 5   | 2          | 12    |
| 2002 | 7       | 4   | 1          | 12    |

## Oświata
W gminie znajduje się przedszkole (75 miejsc).